# پاتریک جی فارستر
پاتریک جی فارستر (به انگلیسی: Patrick Graham Forrester) فضانورد اهل ایالات متحده آمریکا است که در ۳۱ مارس ۱۹۵۷ میلادی در ال پاسو زاده شد. وی در مأموریت اس‌تی‌اس-۱۰۵، اس‌تی‌اس-۱۱۷، اس‌تی‌اس-۱۲۸ حضور داشته است.